# Táliga
Táliga (Talega en portuguès) és un municipi de la província de Badajoz, a la comunitat autònoma d'Extremadura.
Com la resta del territori cedit a Espanya en virtut del tractat de Badajoz en 1801, Portugal considera Táliga, invocant el Congrés de Viena de 1815, com a part del seu territori i ho inclou dintre de la regió de l'Alentejo, encara que no disputa de forma activa la seva possessió. Per la seva banda, Espanya considera que el territori és una possessió legalment espanyola en virtut del tractat, que, segons la posició espanyola, no ha estat anul·lat ni derogat.

## Història
Va formar part de Portugal durant més de cinc segles, fins a la seva incorporació a Espanya en 1801, constituït com una parròquia (freguesia) del municipi d'Olivença amb el nom de Nostra Senyora de l'Assumpció de Táliga (Nossa Senhora da Assunção de Talega). Va deixar de formar part del municipi d'Olivença al voltant de 1850 i els seus primers registres municipals daten de 1871.

## Demografia
| 1991 | 1996 | 2001 | 2004 |
| ---- | ---- | ---- | ---- |
| 736  | 773  | 738  | 712  |